# Брест (област Кюстендил)
Вижте пояснителната страница за други значения на Брест.
Брест е село в Западна България. То се намира в община Трекляно, област Кюстендил.

## География
Село Брест се намира в Западна България, в областта Кюстендилско Краище, по западните склонове на Земенска планина, на вододелното било между реките Драговищица и Треклянска, в началото на Брестов дол, западно от шосето Кюстендил – Трън. Селото е разпръснат тип селище. Състои се от махали: Мали Брест, Казаците, Бърдачка, Беловска и Знеполска.

## Население
| Година    | 1880 | 1925 | 1934 | 1946 | 1956 | 1965 | 1975 | 1984 | 2008 |
| Население | 79   | 183  | 179  | 167  | 97   | 64   | 30   | 20   | 2    |

## История
Няма данни за възникването на селището. Село Брест е старо средновековно селище, регистрирано в турски данъчни документи от 1570 – 1572 г. под името Мали Брест като зиамет към нахия Горно Краище на Кюстендилския санджак с 28 домакинства и 19 ергени. В списъка на джелепкешаните от 1576 – 77 г. е записано селище Големе Браст към кааза Ълъджа (Кюстендил) с 5 данъкоплатци.
В края на XIX век селото има 2011 декара землище, от които 1095 дка ниви, 503 дка гори, 213 дка ливади и 200 дка мера. Основен поминък на селяните са земеделието и животновъдството.
През 1905 г. е открито училище. Селото е електрифицирано през 1950 г. и водоснабдено през 1964 г.
През 1950 г. е учредено ТКЗС „Първи май“, което от 1961 г. преминава в ДЗС – Трекляно, от 1979 г. в АПК „Краище“, което от 1983 г. е в състава на ЦКС.
Активни миграционни процеси.

## Исторически, културни и природни забележителности
- Оброк „Света Троица“ и „Свети Харалампий“. Намира се на 1200 метра югозападно от училището, в местността „Църквище“. На мястото има следи от стара църква.
- Оброк. Намира се на 1 км югозападно от училището, в местността „Света вода“, до вековен изсъхнал бряст.

## Религии
Село Брест принадлежи в църковно-административно отношение към Софийска епархия, архиерейско наместничество Кюстендил. Населението изповядва източното православие.

## Личности
Свещеник поп Георги Радойков Дойчинов – 1907 – 1978, ятак, общественик.
Радмила Симеонова Порожанова – мис „Пролет“ 1991 г., род.1972 г.
Севделин Атанасов- роден 1956 г., бивш председател на Общински съвет- Кюстендил, махала Беловска